# Steinaubach (Nahe)
Der Steinaubach ist ein  10,47 km  langer und linker Zufluss der Nahe im rheinland-pfälzischen Landkreis Birkenfeld. Er hat ein Einzugsgebiet von 26,09 km² und seine Fließgewässerkennziffer ist 254118. Die Abschnittsnamen sind Hombergsbach, Schemelsbach, Bußbach, Zimmerbach und Steinaubach.

## Geographie

### Verlauf
Der Steinaubach entspringt auf einer Höhe von 516 m ü. NHN auf dem Gebiet der Ortsgemeinde Rinzenberg.
Der Bach tangiert oder durchfließt die Gemarkungen von Rinzenberg, Buhlenberg, Ellenberg, Birkenfeld, Dienstweiler, Ellweiler und Hoppstädten-Weiersbach.
Er mündet schließlich auf 330 m ü. NHN beim Hoppstädten-Weiersbacher Ortsteil Neubrücke von links in die Nahe.

### Zuflüsse
Der größte Zufluss ist der  von links kommende Birkenfelder Bach (auch Stillbach genannt) mit einer Länge von 3,2 km und einem Einzugsgebiet von  4,46 km².
(Vom Ursprung bis zur Mündung)
Hombergsbach
- Graben am Grenzhof (links), 0,7 km, 0,28 km²
- Homersbach (Bach bei Bulenberg) (rechts), 0,5 km, 0,87 km²
- Struthbach[2] (links), 1,2 km, 1,52 km²
- Seitzelbach (links), 1,8 km, 2,86 km²

Schemelsbach
- Atzenbach (rechts), 2,7 km, 2,05 km²

Bußbach
- Mörsbach (links), 1,7 km, 2,30 km²

Zimmerbach
- Birkenfelder Bach (Stillbach) (links), 3,2 km, 4,46 km²

Steinaubach
- Bach bei Burg Birkenfeld (links), 0,2 km, 0,06 km²
- Sielbach (rechts), 2,2 km, 3,17 km²
- Brauner Bach (Igelshorngraben) (rechts), 1,2 km, 0,81 km²
- Bach im Buchwald (links), 0,3 km, 0,19 km²
- Kladenbach (Bach im Ruhbäsch) (rechts), 1,0 km, 0,36 km²
- Steinbach (links), 0,4 km, 0,51 km²
- Waldwiesenbach (links), 0,3 km, 0,25 km²